# 2001年7月5日月食
2001年7月5日月食为一次在协调世界时2001年7月5日出現的月偏食。該次月食半影食分為1.573、全影食分為0.499。偏食維持了80分。

## 概述
這次月食的食分是18.99，偏食維持了80分。

## 基本參數
- 類型：月偏食
- 食甚資料：
  - 日期：2001年7月5日
  - 時間：14:55
  - 月球位置：赤經18.99度、赤緯-23.4度
  - 食分：半影食分：1.573、全影食分：0.499
  - 持續時間：偏食80分

## 外部連結
- NASA月食專頁（页面存档备份，存于）（英文）